# Kaliumhexafluoroarsenat(V)
Kaliumhexafluoroarsenat, KAsF6 ist eine anorganische Verbindung zwischen dem Kalium- und dem AsF6−-Ion.

## Eigenschaften
Kaliumhexafluoroarsenat ist ein weißes Pulver mit beißendem Geruch. Unter Normalbedingungen ist es stabil. Der Schmelzpunkt liegt bei ca. 400 °C. Der Stoff ist nicht brennbar. Unverträglich ist die Verbindung mit starken Oxidationsmitteln.

## Sicherheitshinweise
Kaliumhexafluoroarsenat wirkt beim Verschlucken und Inhalieren toxisch und ist umweltgefährdend. Die Verbindung gilt als krebserzeugend. Ausgehende Gefahren bei Bränden sind Fluorwasserstoff, Kaliumoxid und Arsenoxide.